# کالج مک‌دنیل
کالج مک‌دنیل (به انگلیسی: McDaniel College) کالج مک دانیل یک دانشکده خصوصی هنرهای آزاد در وست مینستر، مریلند است. در سال ۱۸۶۷ تأسیس شد و تا سال ۲۰۰۲ به عنوان کالج مریلند غربی شناخته شد و به افتخار دانش‌آموخته‌ای که یک عمر خدمت به کالج کرد، به کالج مک دانیل تغییر نام داد. این دانشکده همچنین دارای پردیس ماهواره ای، کالج مک دانیل بوداپست، در بوداپست مجارستان است. کالج مک دانیل توسط کمیسیون آموزش عالی ایالات متحده معتبر است. این کالج از طریق بازوی انتفاعی خود دارای یک مرکز خرید و املاک مسکونی است.

## تاریخ
این دانشکده در سال ۱۸۶۷ به عنوان کالج وسترل مریلند تأسیس شد و به دلیل راه‌آهن مریلند غربی نامگذاری شد، زیرا اولین رئیس هیئت مدیره کالج، جان اسمیت از ویکفیلد، همچنین رئیس راه‌آهن بود. (نه راه‌آهن و نه کلیسای پروتستان متدیست برای تسهیل تأسیس دانشکده کمک مالی نکردند. با این حال، برخی از مشارکت‌ها از افراد پروتستان متدیست، از جمله جان اسمیت دریافت شد) این وابستگی داوطلبانه برادرانه با پروتستان متدیست (بعدها متدیست متحد متحد) داشت) کلیسا از ۱۸۶۸ تا ۱۹۷۴؛ نهاد مجاور اما جداگانه، حوزه علمیه وست مینستر، محل اصلی آموزش روحانیون متدیست پروتستان (بعدها متدیست متحد) در منطقه مریلند بود. روابط با کلیسای متدیست متحد به دلیل پرونده ای که در آن مریلند غربی و سایر مدارس وابسته به مذهب در مریلند به دلیل ارتباطات مذهبی با کالج‌های دریافت شده توسط کالج‌ها به چالش کشیده شد، قطع شد. مدارس دیگر وابستگی خود را حفظ کردند و در این پرونده پیروز شدند.
اولین ساختمان کالج در ۱۸۶۶–۱۸۶۷ با کلاس افتتاحیه ۳۷ مرد و زن در سپتامبر ۱۸۶۷ ساخته شد. وسترن مریلند اولین موسسه آموزشی مختلط در جنوب خط میسون-دیکسون بود و از اولین موسسات در کشور بود. در اساسنامه اصلی مدرسه آمده بود که مدرسه وجود خواهد داشت: "به نفع دانش آموزان بدون در نظر گرفتن نژاد، مذهب، رنگ، جنسیت، منشأ ملی یا قومی … بدون الزام یا اعمال هرگونه آزمون فرقه ای، نژادی یا مدنی، و بدون تبعیض بر اساس جنسیت، منشأ ملی یا قومی، و هیچ گونه پیش داوری در انتخاب هیچ افسر، معلم یا کارمند دیگری در کالج مذکور به دلیل این عوامل وجود نخواهد داشت. " با این حال، کالج وسترن مریلند در درجه اول یک مدرسه بدون نماینده نژاد اقلیت تا دهه ۱۹۶۰ بود.
کلیسای یادبود بیکر در ۲۰ آوریل ۱۹۵۸ اختصاص داده شد. این کلیسای کوچک به یاد W.G. Baker , Joseph D. Baker , Daniel Baker و Sarah Baker ساخته شد. ارگان موجود در کلیسای جدید توسط دو فارغ‌التحصیل، پدر و پسر، راجر جی وایتفورد، وکیل برجسته واشینگتن و فارغ‌التحصیل در سال ۱۹۰۶، و پسرش جوزف اس. وایتفورد فارغ‌التحصیل در سال ۱۹۴۳، رئیس ارگان آئولی-اسکینر، داده شده‌است. کمپانی، بوستون، ماساچوست. این کلیسا توسط معماران Otto Eugene Adams و EG طراحی شده‌است.ریگز، از بالتیمور برج شاپل، ۱۱۳ فوت ارتفاع، کیلومترها دورتر قابل مشاهده است و در ابتدا با صلیب فولادی ضدزنگ به ارتفاع ۶ فوت ارتفاع داشت. پانل‌های چوبی صندلی برای تکمیل کنسول اندام عتیقه که در ابتدا در کلیسای بروتون، در ویلیامزبورگ، ویرجینیا بود، طراحی شده‌است. این ارگان با ۲۳۱۰ لوله خود بزرگترین دستگاه در منطقه است. وایتفوردها همچنین کاریلون نصب شده در صخره را دادند.
در سال ۱۹۷۵، دانشکده موافقت کرد تا نمادهای مذهبی را بر فراز کلیساهای دانشگاه حذف کرده و سهمیه‌های سختگیرانه ای را در مورد نمایندگان متدیست در هیئت مدیره کالج و در میان اعضای هیئت علمی به عنوان نتیجه توافق با اتحادیه آزادی‌های مدنی آمریکا و آمریکاییان متحد برای جدایی کلیسا و ایالت معرفی کند.
کالج مک دانیل بوداپست (قبلاً کالج مریلند غربی بوداپست نامیده می‌شد)، پردیس اروپایی کالج مک دانیل با همکاری کالج بین‌المللی بوداپست در سال ۱۹۹۴ تأسیس شد. کالج مک دانیل همچنین محل اردوی آموزشی تابستانی Baltimore Colts و بعداً تیم NFL Baltimore Ravens بود. تا فصل ۲۰۱۱ که تیم اردوگاه آموزشی را به مرکز Owings Mills منتقل کرد. ساختمانهای جدیدتر در محوطه دانشگاه شامل سالن علم، سالن بدنسازی، کتابخانه و مرکز اتحادیه دانشجویی است. در ۱۱ ژانویه ۲۰۰۲، متولیان تصمیم متقابل خود را برای تغییر نام دانشکده اعلام کردند. در ۱ ژوئیه ۲۰۰۲، WMC به‌طور رسمی تبدیل به کالج مک دانیل شد و از فارغ التحصیلان ویلیام روبرتز مک دانیل و همکاری ۶۵ ساله وی با این مدرسه تجلیل کرد. فرایند نامگذاری در بهار سال ۲۰۰۲ شامل دریافت نظرات دانشجویان، اساتید و فارغ التحصیلان در مورد اسامی احتمالی بود.
از زمان روی کار آمدن راجر کیسی، رئیس سابق مک دانیل، رتبه‌بندی اخبار و اخبار ایالات متحده از کالج از ۱۲۲ در سال 2010 به ۱۳۴ در ۲۰۱۸ رسید. در همان دوره، ثبت نام ۱۷ درصد کاهش یافت. در سال 2019 News & World Report مک دانیل را از لیست کالج‌های هنر ملی لیبرال حذف کرد. در ماه مه ۲۰۱۶، Fitch Ratings چشم‌انداز خود را برای McDaniel از Stable به Negative تغییر داد. در ژوئن ۲۰۱۶ دانشکده جانبی مک دانیل به اتحادیه رای داد. مک دانیل دومین دانشگاه چهار ساله در این ایالت است که برای کارکنان نیمه وقت مذاکره جمعی دارد. لوازم جانبی توسط کارکنان خدمات بین‌المللی اتحادیه محلی ۵۰۰ نشان داده شده‌است. در سال ۲۰۱۷ فوربز درجه مالی C+را برای مک دانیل تعیین کرد.تا دهه ۱۹۸۰، یک پناهگاه ویژه در زیرزمین لوئیس هال، ساختمان علمی وجود داشت که برنامه امنیت اطلاعات زمان جنگ را در اختیار داشت، گروهی از دوران جنگ سرد که مسئول سانسور پس از آن بود.

## ریاست کالج
| President                 | Tenure       |
| ------------------------- | ------------ |
| Dr. J. T. Ward            | ۱۸۶۷–۱۸۸۶    |
| Dr. Thomas Hamilton Lewis | ۱۸۸۶–۱۹۲۰    |
| Dr. Albert Norman Ward    | ۱۹۲۰–۱۹۳۵    |
| Bishop Fred G. Holloway   | ۱۹۳۵–۱۹۴۷    |
| Dr. Lowell S. Ensor       | ۱۹۴۷–۱۹۷۲    |
| Dr. Ralph C. John         | ۱۹۷۲–۱۹۸۴    |
| Dr. Robert H. Chambers    | ۱۹۸۴–۲۰۰۰    |
| Dr. Joan Develin Coley    | ۲۰۰۰–۲۰۱۰    |
| Dr. Roger Casey           | ۲۰۱۰–۲۰۲۱    |
| Dr. Julia Jasken          | 2021–present |

## نمایندگی‌های کالج مک دنیل در کشورهای دیگر
کالج مک دنیل تنها در شهر بوداپست مجارستان دفتر نمایندگی رسمی دارد طبق قوانین کشور ایران هیچ کالج یا دانشگاهی اجازه دایر کردن دفتر نمایندگی ندارد، اعطا نمایندگی فقط به اشخاصی در ایران داده شد است که لیست آن در سایت کالج مک دنیل بوداپست مجارستان موجود می‌باشد.
برخی از افراد برای سودجویی شخصی خود را دفتر اصلی کالج مک دنیل در ایران و حقوق بگیر کالج مک دنیل معرفی می نمایند که این موضوع صحت ندارد ، زیرا هیچ کالج و یا دانشگاهی در ایران اجازه راه اندازی دفتر و یا شعبه ندارد.
لطفا جهت کسب اطلاعات بیشتر در رابطه با دوره های کالج مک دنیل و نمایندگی های کالج به سایت رسمی کالج مک دنیل مراجعه فرمایید. 